# Anrê Trần Văn Trông
Anrê Trần Văn Trông là một binh lính Nhà Nguyễn theo đạo Công giáo, tử vì đạo dưới triều vua Minh Mạng, được Giáo hội Công giáo Rôma phong Hiển Thánh vào năm 1988.
Ông sinh năm 1814 trong một gia đình Công giáo ở Kim Long, Phú Xuân (thuộc phường Kim Long, thành phố Huế, tỉnh Thừa Thiên Huế, Tổng Giáo phận Huế ngày nay). Cha mất sớm, là con trai duy nhất, ông về họ Thợ Đúc dệt tơ cho hoàng gia. Năm 20 tuổi, ông nhập ngũ và chuyên lo dệt lụa cho triều đình. Theo lệnh cấm đạo của vua Minh Mạng, tháng 11 năm 1834, triều đình ra lệnh những binh sĩ Công giáo phải ra trình diện. Anrê Trông cùng 12 người ở khu Thợ Đúc đến trình quan. Tất cả bị bắt và tống giam. Bị tra tấn, 12 người bỏ cuộc, chỉ còn Trần Văn Trông. Ngày 28 tháng 11 năm 1835, án xử trảm thi hành tại Chợ An Hòa. Thi thể được an táng trong lòng Nhà thờ Kim Long.